# CA Lanús
Club Atlético Lanús, zkráceně CA Lanús, je argentinský fotbalový klub se sídlem ve městě Lanús v aglomeraci Buenos Aires. Lanús vyhrál 2 tituly v argentinské lize. Hraje na stadiónu Estadio Ciudad de Lanús-Néstor Díaz Pérez.

## Úspěchy

### Domácí

#### Liga
- Primera División (2): 2007 Apertura, 2016

#### Pohár
- Copa del Bicentenario (1): 2016
- Supercopa Argentina (1): 2016

### Mezinárodní
- Copa CONMEBOL (1): 1996
- Copa Sudamericana (1): 2013